# Tamam
Tamam är en svensk religiöst och partipolitiskt obunden ideell organisation som arbetar med barn, unga och unga vuxna med mångfald, antirasism och ungas samhällsengagemang. Tamam arbetar för lika möjligheter och vill skapa sociala mötesplatser där unga med olika bakgrunder kan träffas, lära känna varandra och bli vänner. Tamams motto är ”Vänskap utan gränser!”.
Tamam grundades i maj 2008, efter att sedan 2003 ha arbetat som ett informellt nätverk. Tamams huvudsäte ligger i Lund och idag finns lokaföreningar i  Malmö, Lund, Göteborg, Stockholm, Uppsala, Tranås och Mariestad. Den absoluta majoriteten av organisationens arbete utförs på ideell basis. Verksamheten består bland annat av läxhjälpsgrupper, aktivitetsgrupper med föreningsbesök, tjejgrupper, läger och utflykter samt internationella utbyten. 
Tamam arbetade de första åren med internationella samarbeten och hade bland annat samarbeten och vänorganisationer i Albanien, Kirgizistan och Mexico. Exempel på tidigare vänorganisationer till Tamam är Tamam Albanien och Centralasiengrupperna. Idag är Tamam helt inriktad på verksamhet i Sverige 
Tamam har fått en rad priser och utmärkelser, bland andra från Icke-våldsfonden för icke-våldsfrämjande, från Färs & Frosta Sparbank för samhällsutvecklande insatser, Lunds kommuns Integrationspris år 2008 och Lärarnas riksförbunds likvärdighetspris år 2019. Tamam uppmärksammades även när den vinnande kören i TV-programmet Körslaget donerade vinsten på 500 000 kr till Tamam år 2009. År 2017 fick Mahfozullah ”Maffe” Ganji priset som årets volontär för sitt engagemang i Tamam Lund. 

## Verksamheter
Tamams verksamheter kretsar i huvudsak kring läxhjälp och fritidsaktiviteter för barn och ungdomar.
Verksamheter och aktiviteter inom Tamam är öppna för alla men det finns ett särskilt fokus på nyanlända barn och ungdomar. Det finns bland annat aktivitetsgrupper på boende för ensamkommande och läxhjälpsgrupper där man kan öva svenska.

## Projekt

### Rättvis Organisering
Rättvis Organisering är ett projekt för att förebygga diskriminering i föreningslivet. Projektet syftar till att genom att kartlägga de erfarenheter som unga personer mellan 15 och 25 år har av rasistiskt bemötande när de försökt engagera sig ideellt, utveckla verktyg som olika makthavare kan använda för att förebygga sådant bemötande.

### Tamam Start-Up
Tamam Start-Up är ett projekt som har som mål att öka ungas självständiga organisering och att integrationen ska ledas av unga! Projektet drivs i Lund, Uppsala, Stockholm, Mariestad. Intresserade ungdomar får genom projektet delta på workshops som handlar om ledarskap, normkritik, teambuilding och projektledning. Efter att ha genomfört workshops kommer de unga ledarna med stöd av Tamam ges möjlighet att planera och starta aktiviteter och events som är för unga och ledda av unga. 

## Finanser
2013 beviljades Tamam för första gången stöd från Myndigheten för ungdoms- och civilsamhällesfrågor (hette tidigare Ungdomsstyrelsen) som rikstäckande barn- och ungdomsorganisation. Bidrag från Myndigheten för ungdoms- och civilsamhällesfrågor utgör idag den absolut största delen av Tamams budget.  Finansieringen av Tamams verksamheter består också av kommunala och statliga bidrag, projektbidrag och privata gåvor.